# 佩諾布斯科特縣
佩諾布斯科特縣（英語：Penobscot County）是美国缅因州中部偏東的一个縣，面積9,210平方公里。根據2020年美國人口普查，共有人口15萬2,199人。縣治班戈（Bangor）。該縣成立於1816年4月1日，縣名以當地的印第安人佩諾布斯科特族命名。